# Omowunmi Sadik
Omowunmi "Wunmi" A. Sadik, född den 19 juni 1964, är en nigeriansk professor, kemist och uppfinnare som jobbar på Binghamton University. Hon har utvecklat mikroelektrod-biosensorer för att upptäcka droger och explosiva ämnen och jobbar med att utveckla teknologier för att återvinna metalljoner från avfall som kan användas inom miljö- och industriella områden. År 2012 var Sadik medgrundare till den ideella organisationen The Sustainable Nanotechnology Organization .